# Cantone di Bar-sur-Aube
Il Cantone di Bar-sur-Aube è una divisione amministrativa dell'arrondissement di Bar-sur-Aube.
A seguito della riforma approvata con decreto del 21 febbraio 2014, che ha avuto attuazione dopo le elezioni dipartimentali del 2015, è passato da 23 a 48 comuni.

## Composizione
I 23 comuni facenti parte prima della riforma del 2014 erano:
- Ailleville
- Arconville
- Arrentières
- Arsonval
- Baroville
- Bar-sur-Aube
- Bayel
- Bergères
- Champignol-lez-Mondeville
- Colombé-le-Sec
- Couvignon
- Engente
- Fontaine
- Jaucourt
- Juvancourt
- Lignol-le-Château
- Longchamp-sur-Aujon
- Montier-en-l'Isle
- Proverville
- Rouvres-les-Vignes
- Urville
- Ville-sous-la-Ferté
- Voigny

Dal 2015 i comuni appartenenti al cantone sono i seguenti 48:
- Ailleville
- Arconville
- Arrentières
- Arsonval
- Baroville
- Bar-sur-Aube
- Bayel
- Bergères
- Bligny
- La Chaise
- Champignol-lez-Mondeville
- Chaumesnil
- Colombé-la-Fosse
- Colombé-le-Sec
- Couvignon
- Crespy-le-Neuf
- Éclance
- Engente
- Épothémont
- Fontaine
- Fravaux
- Fresnay
- Fuligny
- Jaucourt
- Juvancourt
- Juzanvigny
- Lévigny
- Lignol-le-Château
- Longchamp-sur-Aujon
- Maisons-lès-Soulaines
- Meurville
- Montier-en-l'Isle
- Morvilliers
- Petit-Mesnil
- Proverville
- La Rothière
- Rouvres-les-Vignes
- Saulcy
- Soulaines-Dhuys
- Spoy
- Thil
- Thors
- Urville
- Vernonvilliers
- La Ville-aux-Bois
- Ville-sous-la-Ferté
- Ville-sur-Terre
- Voigny